# Rib Lake, Ontario
Rib Lake är en sjö i Kanada.   Den ligger i Timiskaming District och provinsen Ontario, i den sydöstra delen av landet, 400 km nordväst om huvudstaden Ottawa. Rib Lake ligger 311 meter över havet. Arean är 6,6 kvadratkilometer. Den sträcker sig 8,3 kilometer i nord-sydlig riktning, och 2,8 kilometer i öst-västlig riktning.
I omgivningarna runt Rib Lake växer i huvudsak blandskog. Trakten runt Rib Lake är nära nog obefolkad, med mindre än två invånare per kvadratkilometer.